# Iloczyn zewnętrzny (tensory)
Iloczyn zewnętrzny (nie mylić z algebrą zewnętrzną) jest zdefiniowany następująco: mając dwa wektory kolumnowe (kontrawariantne)
{\displaystyle \mathbf {u} ={\begin{bmatrix}u^{1}\\u^{2}\\\vdots \\u^{m}\end{bmatrix}},\qquad \mathbf {v} ={\begin{bmatrix}v^{1}\\v^{2}\\\vdots \\v^{n}\end{bmatrix}}}
ich iloczyn zewnętrzny jest macierzą {\displaystyle \mathbf {A} ,} o m wierszach i n kolumnach, postaci
{\displaystyle \mathbf {u} \otimes \mathbf {v} \equiv {\begin{bmatrix}u^{1}v^{1}&u^{1}v^{2}&\dots &u^{1}v^{n}\\u^{2}v^{1}&u^{2}v^{2}&\dots &u^{2}v^{n}\\\vdots &\vdots &\ddots &\vdots \\u^{m}v^{1}&u^{m}v^{2}&\dots &u^{m}v^{n}\end{bmatrix}}=\mathbf {A} }
gdzie elementy macierzy {\displaystyle \mathbf {A} } wyrażają się wzorem {\displaystyle A^{ij}=u^{i}v^{j}.} Dla ortogonalnych układów współrzędnych (dla których wektory kowariantne są równe kontrawariantnym tj. {\displaystyle u_{i}=u^{i}}) można użyć notacji mnożenia macierzowego
{\displaystyle \mathbf {u} \otimes \mathbf {v} =\mathbf {u} \cdot \mathbf {v} ^{T}={\begin{bmatrix}u^{1}\\u^{2}\\\vdots \\u^{m}\end{bmatrix}}\cdot {\begin{bmatrix}v^{1}&v^{2}&\dots &v^{n}\end{bmatrix}}}
gdzie {\displaystyle ^{T}} w górnym indeksie oznacza transpozycję. Zwróćmy uwagę, że powyższe mnożenie macierzowe wektora kolumnowego z wierszowym jest możliwe, gdyż liczba kolumn wektora lewego zgadza się z liczbą wierszy wektora prawego (która jest równa 1, a całe działanie daje w wyniku macierz).

## Przykład
Dla kartezjańskiego układu współrzędnych
{\displaystyle {\begin{bmatrix}2\\3\\4\\5\end{bmatrix}}\otimes {\begin{bmatrix}1\\10\\100\end{bmatrix}}={\begin{bmatrix}2\\3\\4\\5\end{bmatrix}}\cdot {\begin{bmatrix}1\\10\\100\end{bmatrix}}^{T}={\begin{bmatrix}2\\3\\4\\5\end{bmatrix}}\cdot {\begin{bmatrix}1&10&100\end{bmatrix}}={\begin{bmatrix}2&20&200\\3&30&300\\4&40&400\\5&50&500\end{bmatrix}}}